# Kościół Podwyższenia Krzyża Świętego w Piotrkowie Trybunalskim
Kościół pod wezwaniem Podwyższenia Krzyża Świętego w Piotrkowie Trybunalskim – Sanktuarium Matki Bożej Piotrkowskiej. Barokowy kościół ojców bernardynów usytuowany przy ulicy Słowackiego 2 w Piotrkowie Trybunalskim.

## Przybycie bernardynów
Bernardyni znani byli w Piotrkowie dzięki kwestarzom z Warty, którzy w latach 1570-1600 przybywali tu głosić kazania i zbierać ofiary pieniężne. Prowincjał bernardynów w latach 1623-1626 ojciec Leonard Starczewski namówił swojego młodszego brata Floriana Starczewskiego, by zamiast planów budowy klasztoru w Drużbicach koło Bełchatowa, w swych dobrach, zakupić plac w Piotrkowie.

## Budowa kościoła i klasztoru
Niedaleko Bramy Sieradzkiej w 1624 roku od mieszczan Augustyna i Małgorzaty Łysogórskich i Anny Scheterowej oraz szlachcica Macieja Wężyka zostało wykupione przez Floriana Starczewskiego dla bernardynów miejsce na Rokszyckim Przedmieściu, zwane wtedy „Łysą Górą”. Prowincjał skierował do miasta dwóch zakonników – Mateusza z Piotrkowa i Pawła z Radomska – a 5 maja 1625 r., za zezwoleniem arcybiskupa gnieźnieńskiego Henryka Firleja, przyjął w imieniu zakonu zgodę na osiedlenie w Piotrkowie. Główny fundator i jego bracia: Stanisław biskup sufragan płocki oraz Wawrzyniec kanonik krakowski, okazali wydatną pomoc pieniężną. Uroczyste przeniesienie się z kościoła dominikańskiego do drewnianego kościoła odbyło się 1 czerwca 1625 roku. Murowany, jednonawowy kościół powstał w latach 1632-1642. Oprócz fundatorów przy wznoszeniu barokowej świątyni zasłużył się również Andrzej Chociński kanonik łęczycki oraz Piotr z Pabianic i Franciszek Molski – dwaj następni przełożeni klasztoru. Ozdobiony 2 wieżami kościół pod wezwaniem Znalezienia Krzyża Św. wraz z głównym ołtarzem został konsekrowany 16 listopada 1642 roku przez Jana Baykowskiego biskupa sufragana poznańskiego. Cały obiekt klasztorny chroniony był przez mur oraz baszty.

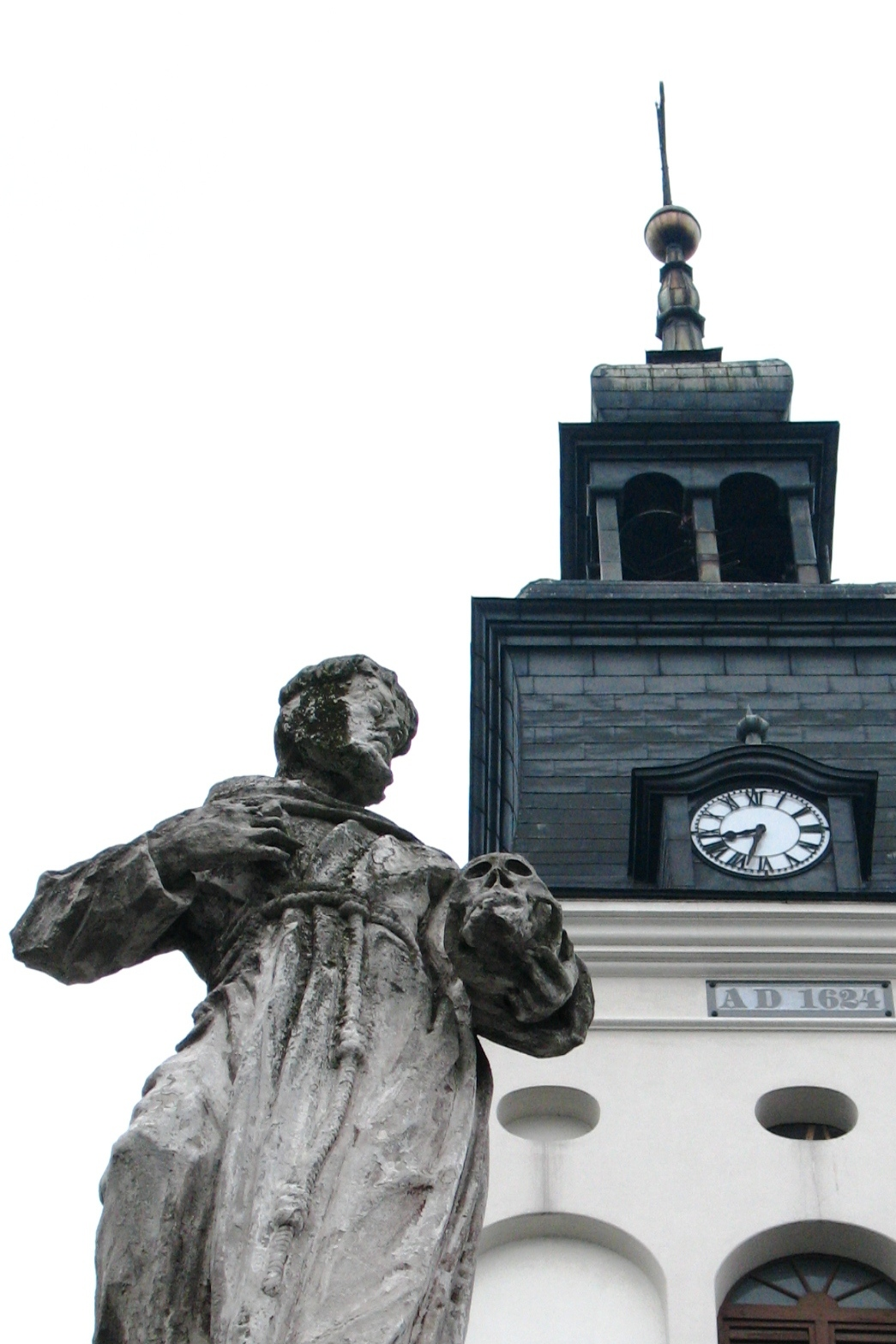
Fragment barokowej bramy kościoła – franciszkanin z czaszką

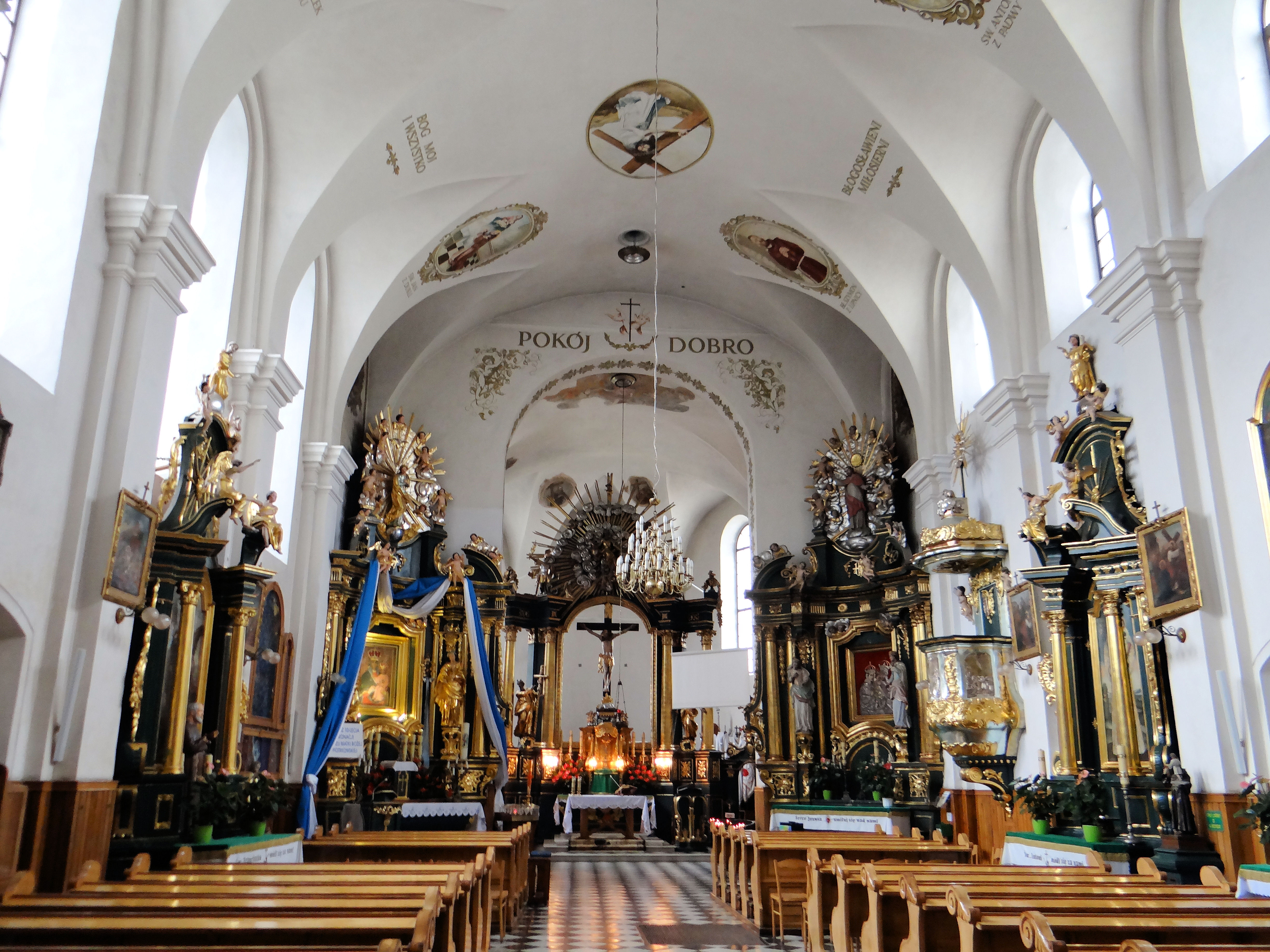
Wnętrze kościoła

W latach 1655–1657 w czasie najazdu szwedzkiego spaliła się jedna z wież i zostało zniszczone sklepienie kościoła. Cały skarbiec świątynny został doszczętnie rozkradziony. Dopiero po pięćdziesięciu latach kościół został ponownie konsekrowany – 29 stycznia 1696 roku. W czasie naprawy szkód w kościele stanęły nowe ołtarze: Matki Bożej, św. Anny, św. Franciszka, ołtarz główny oraz św. Michała. Sceny Męki Pańskiej na ścianach prezbiterium pochodzą z lat 1758–1761. Węgier z pochodzenia, Stefan Milner wykonał polichromię w zakrystii, a Jakub z Prus – piękne inkrustowane meble. Barokowa brama, która prowadziła na dziedziniec kościoła, wykonana została na podstawie projektu brata Wenantego Pensa.
Powstanie styczniowe zakłóciło rozwój klasztoru, w którym odbywały się wykłady studium zakonnego w XVIII i XIX wieku. Po powstaniu styczniowym, w ramach represji, władze rosyjskie skasowały 28 listopada 1864 klasztor. Zakonników wywieziono, kościół został zamknięty, a pomieszczenia klasztorne zamienione na archiwum akt dawnych i gubernialnych, drukarnię i redakcję „Gubernialnych Wiadomości”, a później – areszt policyjny. Bernardyni wrócili do klasztoru dopiero w 1922 roku. Zniszczenia II wojny światowej spowodowały uszkodzenie bramy kościelnej, wieży i nagrobków na cmentarzu przy kościele. W 1959 roku kościół otrzymał nową polichromię pędzla Zygmunta i Ireny Acedańskich. Otoczenie kościoła zmieniło się w lipcu 1965 roku. Kolumnę św. Antoniego przeniesiono przed główne wejście za prezbiterium kościoła. Przed budynkiem klasztoru umieszczono w fontannie postać Matki Boskiej, wykonaną z kamienia polnego przez mnicha paulińskiego w obozie koncentracyjnym. Władze Piotrkowa w okresie Polski Ludowej nie zwróciły ogrodu klasztornego, urządzając z niego park publiczny, zabrano ponadto część placu przy kościele dla potrzeb otaczających klasztor ulic. 
W 2017 roku podjęto się prac konserwacyjnych nawy głównej wraz z ołtarzem. Odkryto wówczas polichromię sprzed ponad 300 lat, która była przykryta grubą warstwą tynku. Na sklepieniu prezbiterium widoczne jest niebo, a w nim Św. Bonawentura i Św. Michał Archanioł wraz z innymi aniołami. Po bokach przedstawione są postacie świętych Zakonu Braci Mniejszych. Za głównym ołtarzem odkryto namalowany na ścianie ołtarz przedstawiający ukrzyżowanie Jezusa. W przyszłości planowana jest konserwacja pozostałych ścian i sklepienia kościoła. 

## Cudowny obraz Matki Bożej Piotrkowskiej

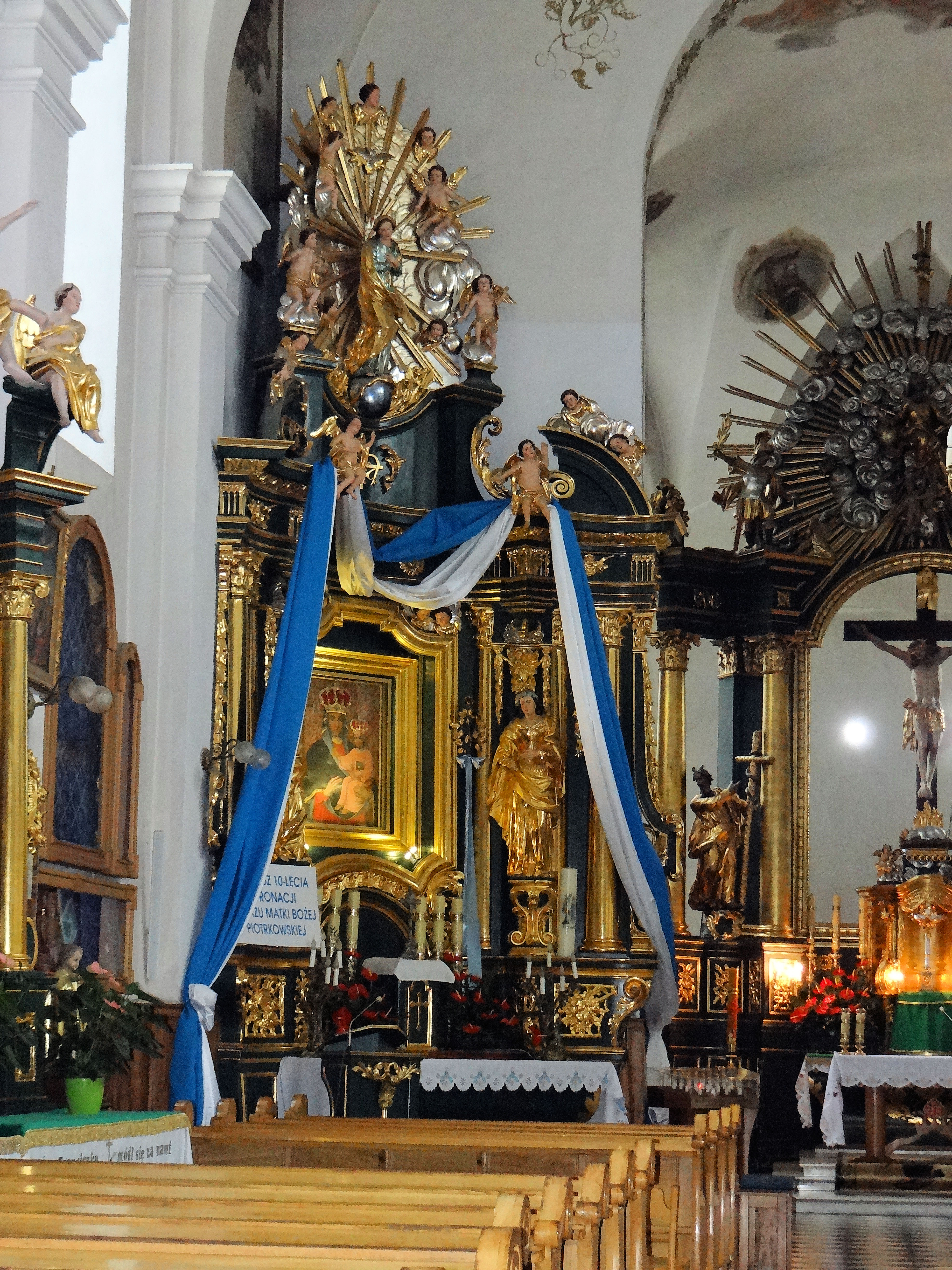
Obraz Matki Bożej Piotrkowskiej w ołtarzu bocznym

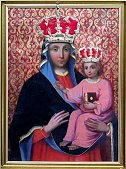
Cudowny obraz Matki Bożej

Cudowny wizerunek Matki Bożej umieszczony w bocznym ołtarzu przytęczowym, swoim istnieniem wyprzedza czas powstania obecnej, murowanej świątyni i łączy się z dziejami pierwszego, drewnianego kościoła. Inicjatorem dzieła był o. Leonard Starczewski, ówczesny prowincjał bernardynów. On to, lustrując w 1624 roku pierwotną fundację, zwrócił uwagę na brak w nowo urządzonym wnętrzu świątyni wizerunku Matki Bożej. Niezwłocznie zlecił malarzowi zakonnemu, przebywającemu w bernardyńskim klasztorze św. Anny pod Przyrowem, biegłemu w sztuce malarskiej, aby wykonał wizerunek Matki Bożej. Obraz Madonny z Dzieciątkiem namalowany został olejno na miedzianej blasze. Wizerunek ten niedługo po swoim powstaniu zyskał sławę dzieła wyjątkowego zarówno pod względem walorów estetycznych, jak i duchowych. O jego znaczeniu mówi kronika klasztorna, opisująca niezwykłe dzieje związane z powstaniem i rzekomą, nadprzyrodzoną ingerencją w nadanie mu ostatecznego wyrazu. Podobno artysta usiłował namalować Dzieciątko z główką czule przytuloną do Matki (Eleusa). Na drugi dzień zauważył, że główka Pana Jezusa jest wyprostowana i oddalona od Matki Bożej (Hodegetria). Ukończone w 1625 roku malowidło zyskało ogólny rozgłos. Brat głównego fundatora, Stanisław Starczewski, opat płocki, ujęty szczególnym pięknem obrazu, wyłożył 1000 złp na wykonanie dlań specjalnego ołtarza. Na zasuwie umieszczono obraz olejny na płótnie autorstwa Władysława Maleckiego, wzorowany na Wniebowzięciu Matki Bożej Murilla.
19 sierpnia 2002 r. w Kalwarii Zebrzydowskiej Jan Paweł II poświęcił złote korony dla Matki Bożej Piotrkowskiej. Uroczystej koronacji dokonał 1 czerwca 2003 r. abp Władysław Ziółek, metropolita łódzki w asyście swoich biskupów pomocniczych i bpa Maksymiliana Leona Dubrawskiego OFM z diecezji kamieniecko-podolskiej na Ukrainie.